# アップフロント関西
株式会社アップフロント関西（アップフロントかんさい、UP-FRONT KANSAI Co., Ltd.）は、かつて存在した、大阪府大阪市中央区に本社を置くアップフロントグループの芸能事務所。現在は、アップフロントグループの社内カンパニーである「関西支社」が事業を継承している。

## 概要
アップフロントグループ各社の関西地区における窓口業務及びハロー!プロジェクトオフィシャルショップの運営のために設立された。
近年は、関西発のタレント・アーティストの発掘・育成を目指して独自のオーディションを行ったり、関西地区で行われるアップフロントグループのイベントなどに主催者として名を連ねるなど、業務内容が拡大している。
また、アップフロント関西オーディション合格者などのマネジメントも行っている。

## 沿革
- 2005年10月、ハロプロ関西オーディション2005を開催。
- 2006年8月、上記のハロプロ関西オーディション2005で合格した4人（中山菜々、須磨愛、岩嶋雅奈未、阿部麻美）が所属。
- 2008年
  - 4月12日、ハロプロ関西として活動していた4人がSI☆NAとして活動を開始。
  - 8月 - 2009年1月、最初のアップフロント関西オーディションを開催。
  - 9月、myteとして活動していた時見恵利那と實由美香がユニット名をtokiminoに改称し、移籍加入。
- 2009年
  - 2月、アップフロントエージェンシー（現：アップフロントプロモーション）より岡田唯が移籍加入。2回目のアップフロント関西オーディションを開催。
  - 6月、最初のアップフロント関西オーディションで川村真洋が合格し、所属。
  - 7月25日、この日の公演を最後に中山菜々がSI☆NAを卒業し、離脱。
  - 夏頃、3回目のアップフロント関西オーディションを開催。
  - 9月、川村真洋が離脱。
- 2010年
  - 5月22日、3回目のアップフロント関西オーディションで宮崎梨緒が合格し、所属。
  - 6月30日、岡田唯が離脱、芸能活動を休止。
  - 9月、4回目のアップフロント関西オーディションを開催。
- 2011年
  - 4月17日、SI☆NAメンバー3人（須磨愛、岩嶋雅奈未、阿部麻美）がグループ解散とともに離脱。ただし芸能活動は今後も継続。
  - 6月、Yes Happy!が所属。
  - 12月21日、tokiminoがグループ解散とともに離脱。
- 2012年12月14日、移転・リニューアルオープン、「MUSE389-2F」での営業は12/9（日）まで。
- 2013年7月、宮崎梨緒とYes Happy!がLovelys!!!を結成。
- 2014年6月17日、オーディションを経て八木沙季が所属し、Lovelys!!!へ加入。グループ名をLovelys!!!!に改名。
- 2015年（月日不明）、アップフロント関西がアップフロントグループに吸収合併され、解散。アップフロントグループは、社内カンパニーである「関西支社」を新設の上、同カンパニーが事業を継承。
- 2016年9月25日、Yes Happy!がLovelys!!!!を卒業し、離脱。グループ名をLovelysに改名。
- 2023年3月27日、Lovelysが活動を終了し解散。メンバーの退所により所属タレントがいなくなった。

## 現在の所属タレント
なし

## 過去に所属していたタレント
- SI☆NA
  - 中山菜々 - 2009年7月25日まで。NMB48チームM・SKE48チームSの元メンバー。
  - 須磨愛 - 2011年4月17日まで。現在はアップフロント関西がサポートしながら阿部とともにASAMI&AIとして活動。
  - 阿部麻美 - 同上
  - 岩嶋雅奈未 - 2011年4月17日まで。スタイルキューブ預かり後、アジール・エンタテイメントに所属。その後芸能界を引退した。
- 岡田唯 - 2010年6月30日まで。
- 川村真洋 - 研修生。所属後約3か月で離脱。乃木坂46の元メンバー。
- tokimino
  - 時見恵利那 - Merry Clap Gloomyとして活動中。
  - 實由美香
- Yes Happy!
  - さやか（旧名：あいこ） - Lovelys!!!/Lovelys!!!!兼任（2013年7月 - 2016年9月）
  - こころ - Lovelys!!!/Lovelys!!!!兼任（2013年7月 - 2016年9月）
- ペルビー貴子（業務提携）
- Lovelys - 2023年3月27日をもって解散。
  - 宮崎梨緒 - 解散後は芸能活動を休止。
  - 八木沙季 - 解散後はYU-M エンターテインメントへ移籍し、ソロとして芸能活動を継続。

## その他
- 2008年夏から随時、アップフロント関西では独自のオーディションを開催している。1回目は川村真洋が合格し、2回目は該当者なし、3回目で宮崎梨緒が合格した。2010年9月に開催された4回目については現在のところ合格者が発表されていない。なお、2012年3月からハロプロ研修生として活動していた植村あかりがアップフロント関西オーディションを受けていたかは現時点で不明である。
- 2011年7月に結成された和歌山発の地域密着型女性アイドルグループ「Fum×Fam」は、アップフロント関西も活動の支援を行っている。
- Yes Happy!は、結成時期すら不明であるが、2011年6月から活動を続けている。なおデビュー後も、両名とも日本橋に移転するまではハロー!プロジェクトオフィシャルショップで店員としても働いていた。